# 明坂聡美の「明けテレ」
明坂聡美の「明けテレ」（あけさかさとみの「あけテレ」）は、TOKYO MXで2011年4月から12月まで放送されていたバラエティ番組。司会は声優、タレントの明坂聡美。

## 概要
“日本を明るくする！ために結成された真夜中の委員会”（番組）を基本コンセプトとし、明坂が様々な事にノープランで頑張る番組。
テレビではMXローカルだが、YouTubeのTOKYO MX公式チャンネル（アカウント）でも配信が行われていた（放送から約1週間後に配信）ため、インターネットの環境さえ整えば全国で見ることが可能だった。
6月29日の放送で、番組は「明けテレ2（ツー）」に改題、放送日を毎週火曜に変更した上で継続されることが決まった。10月4日からは「明けテレ3（さん）」に改題して継続。番組のコンセプトはほぼそのまま引き継がれた。

## 明坂聡美の新番組（仮）
TOKYO MXの2011年4月の改編情報では、番組名が『明坂聡美の新番組（仮）』と発表され、このタイトルは放送開始当日のラテ欄及びTOKYO MXの番組表でも使用された。この回では新番組の基本コンセプトと番組内でやりたい事を明坂が延々とスポンサーにプレゼンテーションする番組となっており、番組の最後で番組名を発表。翌週からが正式な第1回という扱いになっている。

## 主な企画
ねー&うさアニメ「けものおと。」
#「けものおと。」の節を参照。
今週の心得
明坂がその週の心得を直筆で書くコーナー。
The Tower of AION 目指せLV50!
オンラインゲーム『The Tower of AION』をプレイし、レベルを50まで上げる企画。第1回の放送でエヌ・シー・ジャパンのスタッフから借りたAION仕様のパソコンを使う。
側転出来るようになりたい企画
明坂が側転出来るようになるため、ヨガなどで体を鍛えるもの。
グルメ企画
日本を明るくするために明坂が様々な料理を作る企画。第一弾では、後にスポンサーに加わるセガのスタッフに手打ちそばをおもてなしした。
採点タイム
その日の放送でどれだけ日本を明るく出来たかを採点する（最大3点）。本来は第1期で終了するはずだったが、第2期も続くことになった。
メッセージ紹介
視聴者からのメッセージを紹介する。
明坂からあなたにメッセージ
手にした「命名辞典」からランダムにメッセージを呼びかける。
魔法のキッチン 明坂ラボ
明坂が様々な物を作る番組初期の企画。段ボールのパンダや龍のマスクなどを作っていた。

## 「けものおと。」
明坂が長年個人的に描いていたマンガキャラ“うさ”（ウサギ）＆“ねー”（ネコ）を主人公とした、イラスト・楽曲・短編アニメ。“うさ ＆ ねー”は当番組のマスコットキャラクターとして、冒頭をはじめ随所に登場する（声は両キャラとも明坂が担当）。
獣たちが人間の様に生活を営む世界の埼玉県狭山市にあるマンション“クレオパトラ”に住む2匹の獣たちや関わりを持つキャラが織り成す“獣サクセスストーリー”。

### キャラクター
うさ
クレオパトラ702号室に住むウサギ（メス）。草食系で物静かな性格。ねーが隣に引っ越してから彼女の生活は大変な事になってしまう。
ねー
クレオパトラ701号室に引っ越してきたネコ（メス）。普段は天然系でポヤポヤした性格だが、うさやネズミ店長を見ると肉食系の本能が刺激され、ついつい噛み付いてしまう。実家は裕福。
ネズミ店長
ねーがバイトしてるスーパー・サヤマートの店長。無口？

### 楽曲
2011年8月に「明けテレ2」OP曲『夢の先へ』のカップリング曲としてマキシシングル『明け盤』に収録。その後、「明けテレ3」の主題歌となった。
後述する短編アニメでもピアノ伴奏メロディー版が使われている。

### 短編アニメ
前述した『明坂聡美の新番組（仮）』でうさ ＆ ねーアニメ化をブチあげるも明坂以外は誰も本気にせず。「明けテレ」が本格始動してからは4コママンガやイラストなどで視聴者へ周知を図ったり、アニメ制作会社A-1 Picturesにアポ無し突撃を敢行し社長の植田益朗に「15秒でいいからアニメ化を！」と直訴する（植田は上の空で適当にあしらう）。
その後、紆余曲折を経て本当にA-1 Picturesでアニメ化が決定。最終的に約3分の短編アニメとして、2011年12月6日の「明けテレ3」で放送された。
作品内容は楽曲「けものおと。」の歌詞で語られた、うさ ＆ ねーの出会いを描き、今後の物語的広がりも匂わせている。

#### スタッフ
- 原案・声の出演 - 明坂聡美
- 絵コンテ - 長井龍雪
- 演出 - 伊藤智彦
- 作画 - 須藤智子
- イメージソング - 「けものおと。」作曲・編曲・ぴあの - 菅野よう子
- 企画 - 植田益朗、藤澤博之、齋川光行
- プロデューサー - 岩田幹宏
- アニメ制作 - A-1 Pictures
- クレジット - © けものおと。つくった組／A-1 Pictures／TOKYO MX

## スタッフ
- 企画：斎川光行（TOKYO MX）
- 構成：川添法臣→横山光則
- カメラ：江森太一→松本直幸
- 音声：陣尾博幸→成毛紳
- アシスタント：速水勇
- メイク：中村有希
- 音響効果：川井信樹
- 編集：プロセンスタジオ
- スチール撮影：竹内康晃
- ディレクター：小川剛
- プロデューサー：草場大輔（TOKYO MX） / 浜崎慎児（MEDIA CRAFT）
- 協力：ミドリ安全
- 制作協力：MXエンターテインメント / スペースクラフト・エンタテインメント / P-cubic
- 制作：TOKYO MX / MEDIA CRAFT
- 製作著作：TOKYO MX